# Янушево (Сьредський повіт)
Янушево (пол. Januszewo, нім. Jahnsfeld) — село в Польщі, у гміні Сьрода-Велькопольська Сьредського повіту Великопольського воєводства.
Населення — 134 особи (2011).
У 1975-1998 роках село належало до Познанського воєводства.

## Демографія
Демографічна структура станом на 31 березня 2011 року:
|          | Загалом | Допрацездатний вік | Працездатний вік | Постпрацездатний вік |
| -------- | ------- | ------------------ | ---------------- | -------------------- |
| Чоловіки | 73      | 16                 | 52               | 5                    |
| Жінки    | 61      | 12                 | 38               | 11                   |
| Разом    | 134     | 28                 | 90               | 16                   |